# فيلي روز
فيلي روز (بالإنجليزية: Willie Rose)‏ هو لاعب كرة قدم أمريكية أمريكي، ولد في 23 مارس 1987 في تامبا في الولايات المتحدة.